# Curling-Weltmeisterschaft der Herren 1989

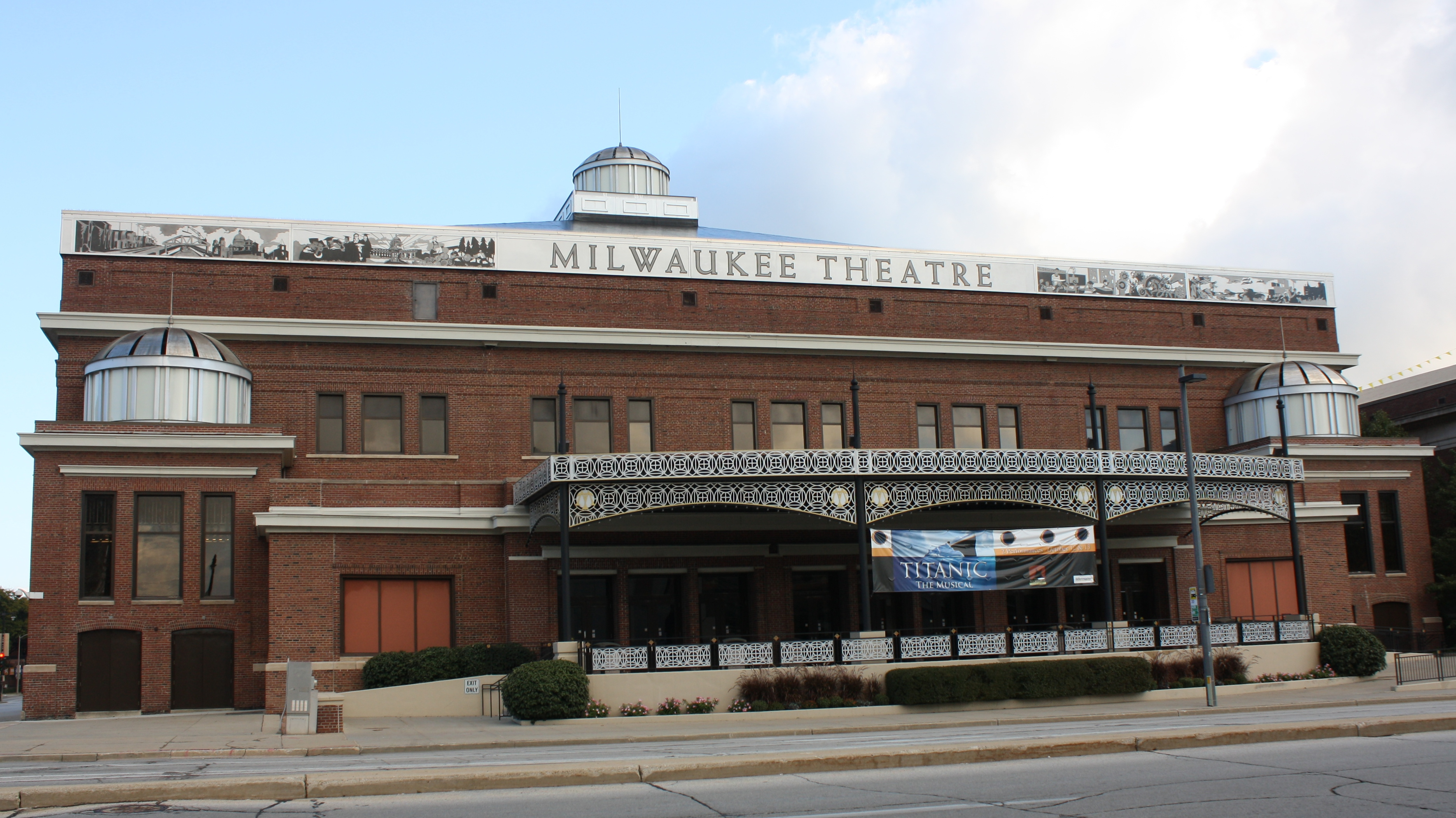
Das Milwaukee Auditorium wurde von 2001 bis 2003 in ein Theater umgebaut und in Milwaukee Theatre umbenannt.

Die Curling-Weltmeisterschaft der Herren 1989 (offiziell: Hexagon World Men’s Curling Championship 1989) war die 31. Austragung (inklusive Scotch Cup) der Welttitelkämpfe im Curling der Herren. Sie wurde vom 3. bis 9. April des Jahres in der US-amerikanischen Stadt Milwaukee, Wisconsin, im Milwaukee Auditorium veranstaltet. 
Die Curling-Weltmeisterschaft der Herren wurde in einem Rundenturnier (Round Robin) zwischen den Mannschaften aus Schottland, Kanada, den Vereinigten Staaten, der Bundesrepublik Deutschland, Schweden, Norwegen, der Schweiz, Dänemark, Frankreich und Italien ausgespielt. 
Die Spiele wurden auf zehn Ends angesetzt.
Das Finale bestritten die Kanadier und die Schweiz. Kanada bezwang die Eidgenossen mit 5:4 Steinen. Für die Nordamerikaner war es der 19. Herren-WM-Titel. Da es kein Spiel um den dritten Platz gab, erhielten die beiden Halbfinalverlierer Norwegen und Schweden eine Bronzemedaille.

## Teilnehmende Nationen
| BR Deutschland | Dänemark | Frankreich | Italien | Kanada |
| --- | --- | --- | --- | --- |
| EV Füssen, Füssen Skip: Roland Jentsch Third: Uli Sutor Second: Charlie Kapp Lead: Thomas Vogelsang Ersatz: Andy Kapp | Hvidovre CC, Hvidovre Skip: Tommy Stjerne Third: Per Berg Second: Peter Andersen Lead: Anders Søderblom Ersatz: Ivan Frederiksen | Megève CC, Megève Skip: Dominique Dupont-Roc Third: Christian Dupont-Roc Second: Daniel Cosetto Lead: Patrick Philippe Ersatz: Thierry Mercier | Tofane CC, Cortina d’Ampezzo Skip: Andrea Pavani Third: Adriano Lorenzi Second: Fabio Alverà Lead: Stefano Morona Ersatz: Stefano Zardini     | Ottewell CC, Edmonton, AB Skip: Pat Ryan Third: Randy Ferbey Second: Don Walchuk Lead: Don McKenzie Ersatz: Murray Ursuliak |
| Norwegen | Schottland | Schweden | Schweiz | Vereinigte Staaten |
| Snarøen CC, Oslo Skip: Eigil Ramsfjell Third: Sjur Loen Second: Morten Søgaard Lead: Bo Bakke Ersatz: Morten Skaug    | Carmunnock & Rutherglen CC, Glasgow Skip: Graeme Adam Third: Ken Horton Second: Andrew McQuistin Lead: Robin Copland             | Frösö-Oden CK, Östersund Skip: Thomas Norgren Third: Jan-Olov Nässén Second: Anders Lööf Lead: Mikael Ljungberg Ersatz: Peter Cederwall        | Lausanne-Olympique CC, Lausanne Skip: Patrick Hürlimann Third: Andreas Hänni Second: Patrik Lörtscher Lead: Mario Gross Ersatz: Daniel Müller | Granite CC, Seattle, WA Skip: Jim Vukich Third: Curtis Fish Second: Bard Nordlund Lead: Jim Pleasants Ersatz: Jason Larway  |

## Tabelle der Round Robin
| Schlüssel | Schlüssel                      |
| --------- | ------------------------------ |
|           | Qualifiziert für die Play-offs |
|           | Tie-Breaker                    |

| Platz | Team               | Spiele | Siege | Ndlg. |
| ----- | ------------------ | ------ | ----- | ----- |
| 1.    | Norwegen           | 9      | 7     | 2     |
| 2.    | Schweden           | 9      | 7     | 2     |
| 3.    | Kanada             | 9      | 6     | 3     |
| 4.    | Schweiz            | 9      | 6     | 3     |
| 5.    | Schottland         | 9      | 5     | 4     |
| 6.    | Dänemark           | 9      | 4     | 5     |
| 7.    | BR Deutschland     | 9      | 3     | 6     |
| 7.    | Italien            | 9      | 3     | 6     |
| 7.    | Frankreich         | 9      | 3     | 6     |
| 10.   | Vereinigte Staaten | 9      | 1     | 8     |

## Ergebnisse der Round Robin

### Runde 1
| Schweden | Italien |
| 8        | 4       |

| Schweiz | Vereinigte Staaten |
| 7       | 4                  |

| BR Deutschland | Kanada |
| 7              | 3      |

| Norwegen | Schottland |
| 6        | 7          |

| Frankreich | Dänemark |
| 4          | 6        |

### Runde 2
| Frankreich | Schweiz |
| 2          | 8       |

| Kanada | Dänemark |
| 4      | 7        |

| Schweden | Norwegen |
| 5        | 7        |

| BR Deutschland | Italien |
| 1              | 3       |

| Vereinigte Staaten | Schottland |
| 3                  | 5          |

### Runde 3
| Schottland | Dänemark |
| 3          | 2        |

| Italien | Norwegen |
| 3       | 8        |

| Vereinigte Staaten | Frankreich |
| 7                  | 10         |

| Kanada | Schweden |
| 7      | 3        |

| BR Deutschland | Schweiz |
| 4              | 8       |

### Runde 4
| Italien | Vereinigte Staaten |
| 3       | 1                  |

| BR Deutschland | Schweden |
| 1              | 5        |

| Schweiz | Dänemark |
| 6       | 1        |

| Schottland | Frankreich |
| 7          | 3          |

| Norwegen | Kanada |
| 10       | 7      |

### Runde 5
| Dänemark | Norwegen |
| 5        | 4        |

| Schweden | Schottland |
| 6        | 5          |

| Kanada | Schweiz |
| 5      | 3       |

| Vereinigte Staaten | BR Deutschland |
| 6                  | 5              |

| Italien | Frankreich |
| 5       | 6          |

### Runde 6
| BR Deutschland | Frankreich |
| 2              | 8          |

| Vereinigte Staaten | Kanada |
| 3                  | 8      |

| Italien | Schottland |
| 2       | 6          |

| Schweiz | Norwegen |
| 4       | 9        |

| Dänemark | Schweden |
| 6        | 7        |

### Runde 7
| Schweiz | Schweden |
| 6       | 7        |

| Dänemark | Italien |
| 5        | 9       |

| Norwegen | Vereinigte Staaten |
| 11       | 3                  |

| Frankreich | Kanada |
| 2          | 3      |

| Schottland | BR Deutschland |
| 5          | 6              |

### Runde 8
| Kanada | Schottland |
| 5      | 4          |

| Norwegen | Frankreich |
| 7        | 6          |

| Dänemark | BR Deutschland |
| 6        | 7              |

| Italien | Schweiz |
| 5       | 7       |

| Schweden | Vereinigte Staaten |
| 8        | 5                  |

### Runde 9
| Norwegen | BR Deutschland |
| 8        | 2              |

| Schottland | Schweiz |
| 2          | 6       |

| Frankreich | Schweden |
| 3          | 5        |

| Dänemark | Vereinigte Staaten |
| 5        | 4                  |

| Kanada | Italien |
| 7      | 4       |

## Tie-Breaker
Die Mannschaften aus der Bundesrepublik Deutschland, Italien und Frankreich spielten die Platzierungen 7 bis 9 aus. 

### Runde 1
| Italien | Frankreich |
| 8       | 3          |

### Runde 2
| BR Deutschland | Frankreich |
| 8              | 7          |

## Play-off

### Turnierbaum
|  | Halbfinale | Halbfinale | Halbfinale |  |  | Finale | Finale  | Finale |
|  |            |            |            |  |  |        |         |        |
|  |            |            |            |  |  |        |         |        |
|  | 1          | Norwegen   | 2          |  |  |        |         |        |
|  | 4          | Schweiz    | 4          |  |  |        |         |        |
|  |            |            |            |  |  | 4      | Schweiz | 4      |
|  |            |            |            |  |  | 3      | Kanada  | 5      |
|  | 2          | Schweden   | 3          |  |  |        |         |        |
|  | 3          | Kanada     | 4          |  |  |        |         |        |
|  |            |            |            |  |  |        |         |        |

### Halbfinale
| Schweden | Kanada |
| 3        | 4      |

| Norwegen | Schweiz |
| 2        | 4       |

### Finale
| Team    |    | 1 | 2 | 3 | 4 | 5 | 6 | 7 | 8 | 9 | 10 | Gesamt |
| ------- | -- | - | - | - | - | - | - | - | - | - | -- | ------ |
| Schweiz | 🔨 | 0 | 0 | 1 | 0 | 1 | 0 | 0 | 2 | 0 | 0  | 4      |
| Kanada  |    | 0 | 0 | 0 | 1 | 0 | 0 | 2 | 0 | 1 | 1  | 5      |

## Endstand
| Platz | Land               |
| ----- | ------------------ |
| 1     | Kanada             |
| 2     | Schweiz            |
| 3     | Norwegen           |
| 3     | Schweden           |
| 5     | Schottland         |
| 6     | Dänemark           |
| 7     | Italien            |
| 8     | BR Deutschland     |
| 9     | Italien            |
| 10    | Vereinigte Staaten |